# ماركو موراليس (لاعب كرة قدم أمريكية)
ماركو موراليس (بالإسبانية: Marco Morales)‏ هو لاعب كرة قدم أمريكية مكسيكي، ولد في 7 يناير 1962.